# Holmen (Kopenhagen)
Holmen (Deens voor 'het eilandje') is een watergebonden wijk in Kopenhagen, Denemarken. Het is het voormalig terrein van Den Kongelige Livgarde (Deens voor 'de koninklijke garde').
De naam is bedrieglijk: het is geschreven in het enkelvoud terwijl Holmen in werkelijkheid bestaat uit de vier kleine eilanden Nyholm, Arsenaløen, Frederiksholm en Dokøen. Deze eilanden vormen de noordoostelijke uitbreiding van Christianshavn, tussen Sjælland (waarop het grootste deel van Kopenhagen zich op bevindt) en Amager.
De eilandengroep is ontstaan door een reeks landaanwinningen om de marinebasis en scheepswerf Holmen te huisvesten nadat deze uit Bremerholm (thans Gammelholm) was verplaatst. Sinds begin 1990 is het gebied herontwikkeld en is een nieuw district van de stad. Het wordt gekenmerkt door een mix van woningen, creatieve bedrijvigheid en onderwijsinstellingen. De resterende marinefaciliteiten zijn beperkt tot het noordelijkste eilandje Nyholm.
Holmen behoort tot het Indre By-gebied, desondanks heeft de wijk een ietwat rustige en afgelegen reputatie en uitstraling.
In 2005 werd een nieuw operagebouw geopend. Het gebouw is ontworpen door Henning Larsen en is het nationale operagebouw van het land. De locatie kreeg kritiek vanuit de media vanwege de moeilijke bereikbaarheid vanuit het stadscentrum. Er is wel een waterbusverbinding. Naast het operagebouw ligt een grote ondergrondse parkeergarage en op het dak is een park aangelegd. 

## Galerij

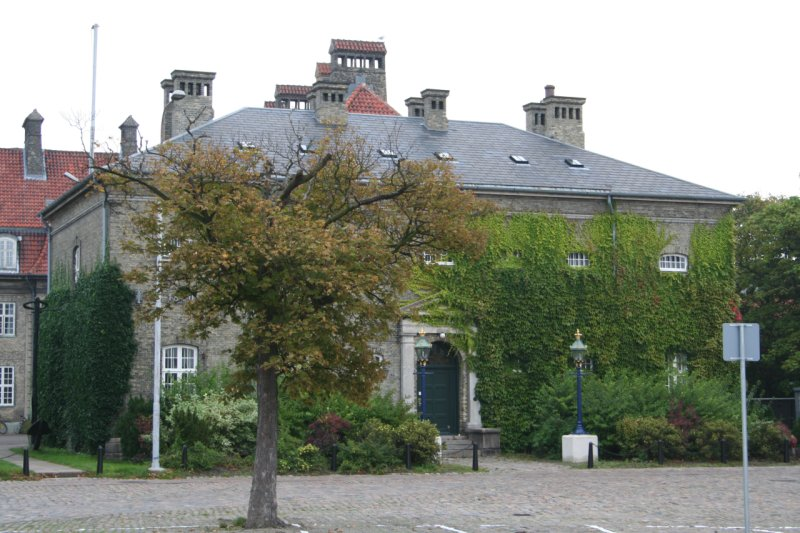
De gevangenis.
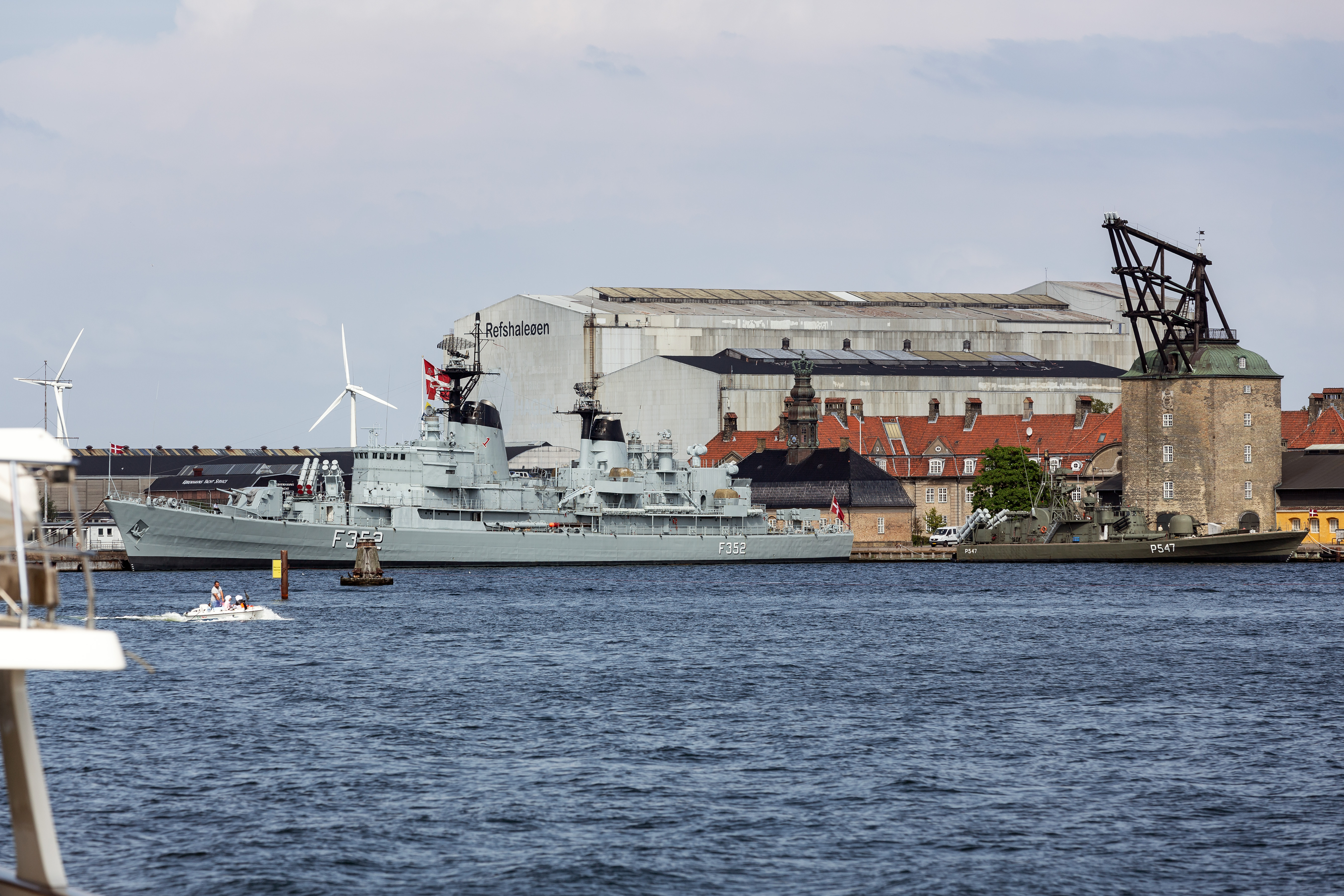
Mastekranen, ontworpen door Philip de Lange en twee museumschepen
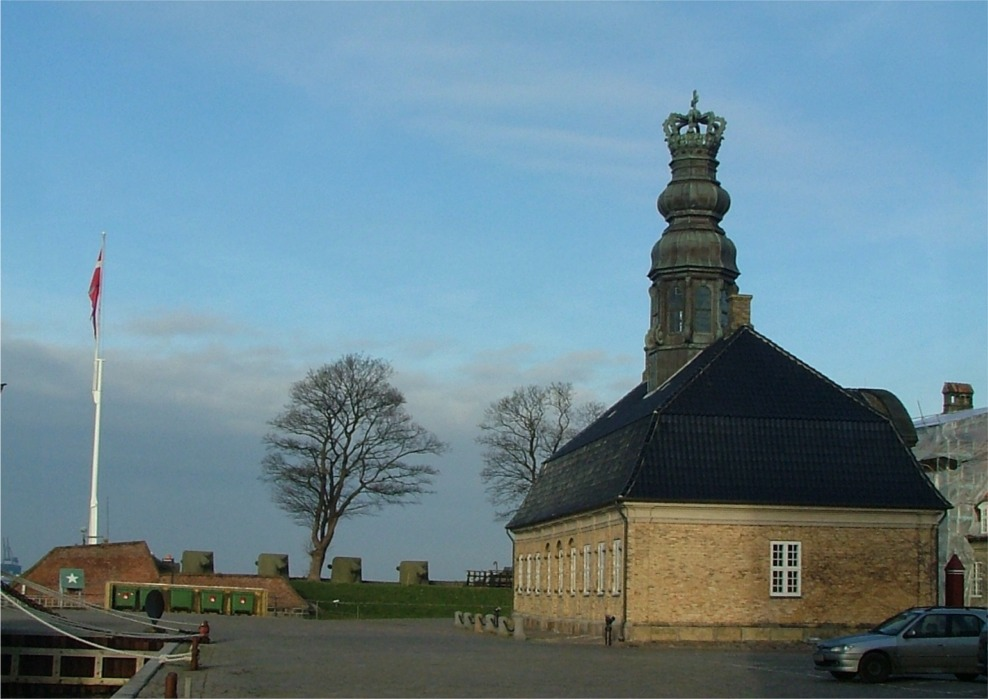
De centrale garde.
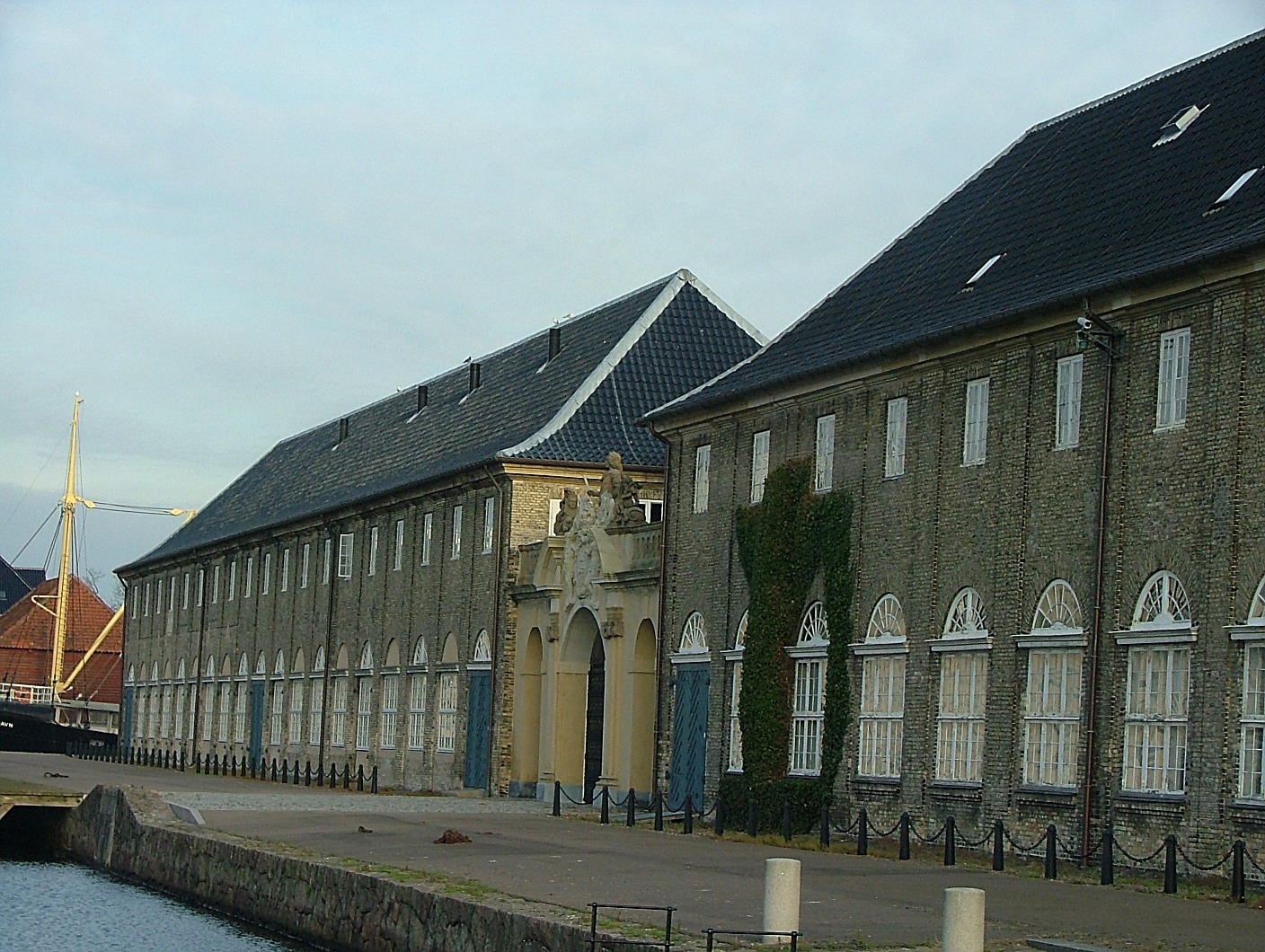
Het arsenaal op Arsenaløen.
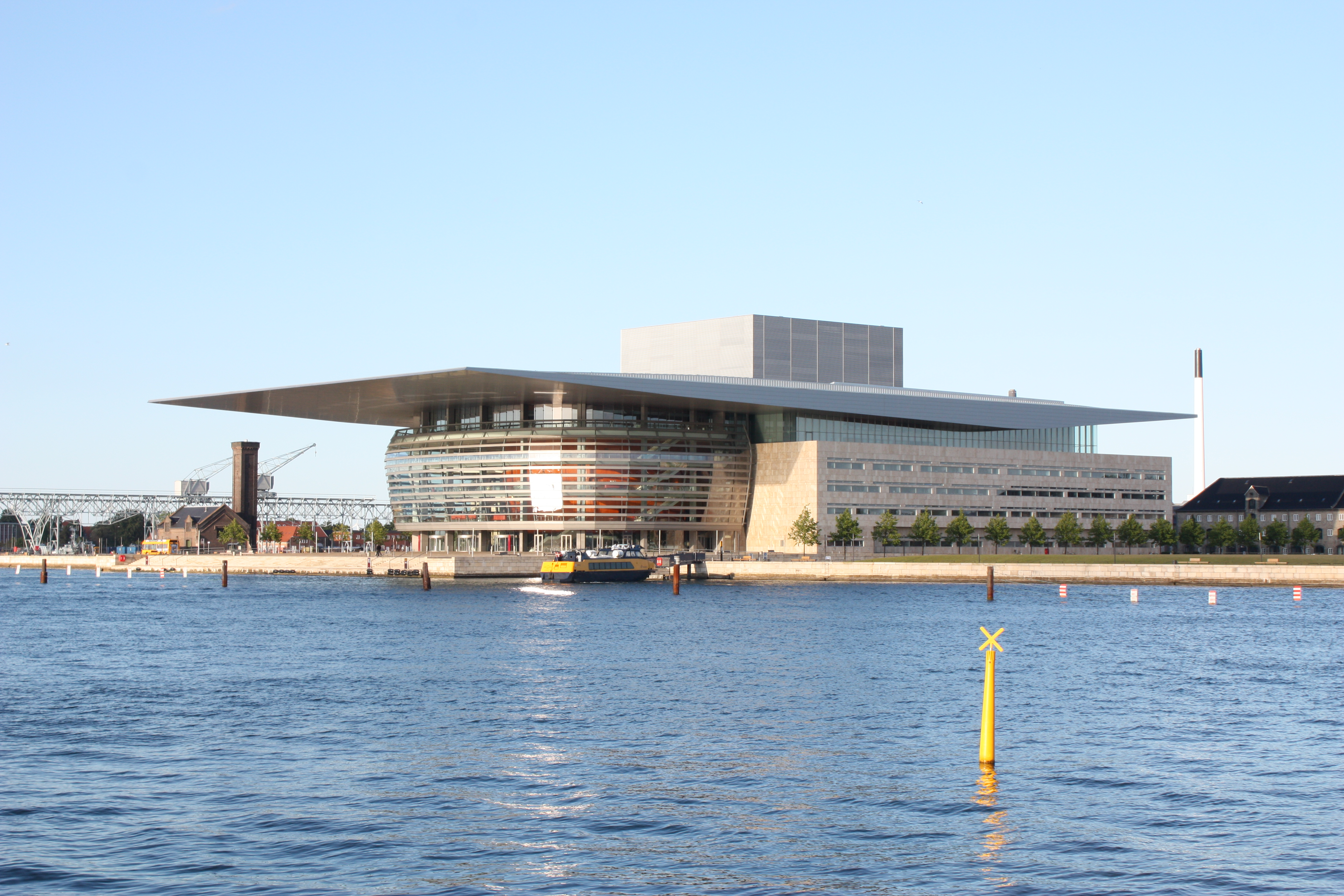
Het operagebouw.